# 太史慈
太史 慈（たいし じ、166年 - 206年）は、中国後漢末期の武将。字は子義（しぎ）。青州東萊郡黄県の人。子は太史享。子孫に南朝梁の学者の太史叔明がいる。

## 略歴
若くして学問を好んだ。身の丈は七尺七寸（約177cm）で武勇に優れ、美鬚美髯で、弓を扱えば百発百中の名手であった。後に孫策と共に山賊討伐を行った時、遠くに見える砦の上から罵声を浴びせかけてきた一人の山賊が、手に木を掴んでいるのを見ると、掴んでいた木と共に手を射貫いたという逸話もある。

### 青州時代
初めは東萊郡の官吏を務めた。郡と青州が確執を起こした際、都へ郡の上奏を届けた。この時、機転を利かせて州側の上奏を切り破り、郡に有利な処分を引き出した。このため州から疎まれ、遼東郡に逃走した。この留守の間、彼の母の面倒を孔融が見たという。その恩に報いるため、孔融が黄巾軍の残党である管亥に攻められた時、太史慈は救援に駆けつけた。しかし管亥の攻撃は激しかった。そこで太史慈は、城外で弓の練習を始め敵兵の注目を集めた。それを何日も繰り返して、敵兵も「また練習だろう」と興味を持たなくなったところを、一気に単騎で敵の包囲網を突破し、平原相を務めていた劉備に救援要請の使者として赴いた。援軍が駆けつけると賊兵は囲みを解いて逃げ去った。救出された孔融は、以前にも増して太史慈を尊重し「あなたは我が若き友だ」と称揚した。一連の事態が収まると太史慈は母親にこのことを報告した。母親も「あなたが孔融様に恩返しできた事を嬉しく思います」と太史慈を讃えた。

### 孫策に降伏

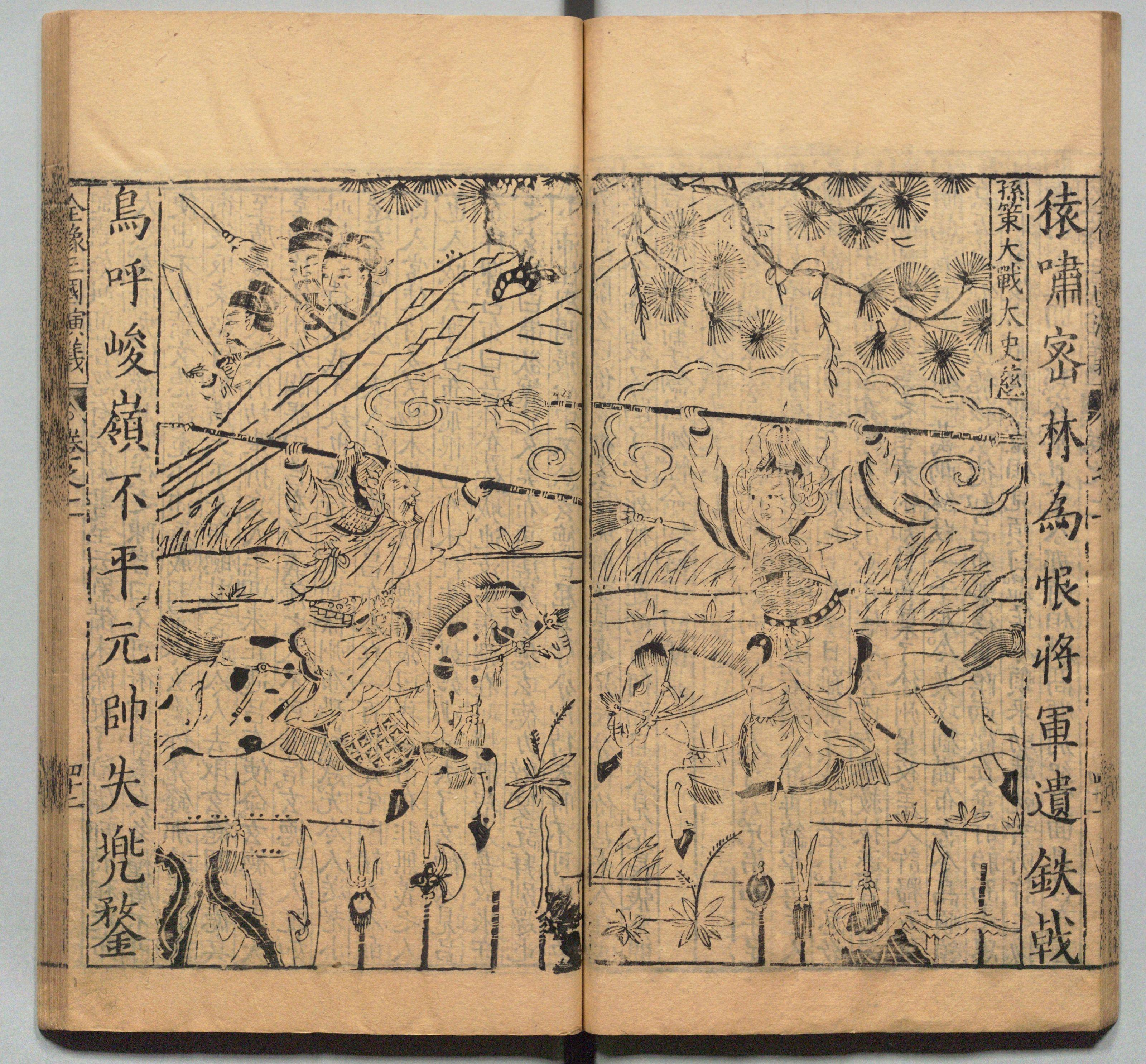
孫策との一騎討ち（三国志演義）

孔融を助けた後、太史慈は同郷の揚州刺史であった劉繇に目通りしたが、その元を立ち去らぬうちに孫策の軍勢が攻めて来た。太史慈を大将軍に任命して当たらせれば、と進言する者もいたが、劉繇は「子義（太史慈）殿を使ったりすれば、許子将殿が私の事を笑ったりされないだろうか」と心配し、太史慈には偵察任務だけを与えた。太史慈がただ1騎で孫策軍を偵察していると、韓当・宋謙・黄蓋ら13騎を従えた孫策に遭遇した。太史慈は刀を前に構え、孫策に正面から打ちかかった。孫策は太史慈の馬を刺し、太史慈がうなじに巻いていた手戟を掴み取ると、太史慈は孫策の兜を取った。このとき両軍の騎兵が殺到すると2人は軍とともに引き下がった。
結局劉繇は孫策に敗れた。劉繇敗走後も、太史慈は自ら兵士をまとめて丹陽太守を称して抵抗したが、敗れて捕らえられた。彼の武勇を認めていた孫策は、太史慈の縄を自ら解き折衝中郎将に任じた上で、呉郡に戻ると兵を預けた。劉繇が病死したことを知ると、太史慈は「散り散りになった残兵を掻き集めて参ります」と言って孫策の下から離れた。孫策の部下の多くが裏切るのではないかと口々に言ったが、孫策は太史慈を信じて待った。その後、太史慈は約束通り残党兵を掻き集めて戻り、建昌都尉に任じられた。

### 孫家の武将として
劉表軍の劉磐の幾度に亘る侵攻も防ぎ、黄祖討伐などでも大いに功績を挙げたため、孫策・孫権から重用された。曹操が太史慈の噂を聞いて、是非家臣に迎えたいと考え、「当帰」という薬草を贈り好条件で誘った（「当帰」は「故郷（青州）に帰るべし」という意味を含んでおり、当時曹操が既に青州も勢力下においていたので、つまり「私の元に来い」という暗示だった）が、太史慈は孫権への忠義を選んで拒絶したという。
一方で、陳寿は、『三国志』の『巻49　劉繇太史慈士燮伝』において、太史慈の旧主であり、孫氏以前の江東の権力者であった劉繇、同じく孫氏以前の交州を支配した士燮と並べて伝を立てた。これは、当時において、太史慈が単なる孫家の家臣という見方をされていなかったことを示している。

### その死
正史では、赤壁の戦い前の建安11年（206年）に41歳で死去した。裴松之の注に引く『呉書（韋昭撰）』によれば、「大丈夫という者がこの世に生まれたからには、七尺の剣を帯びて天子の階を登るべきを、その志が実現できぬ内に死ぬ事になろうとは！」という発言を、死ぬ間際に言ったとされる。
なお、太史慈の墓は清の同治11年（1872年）に江蘇省鎮江府丹徒県北固山で発見されている。

## 三国志演義
小説『三国志演義』では、赤壁の戦いでも存命して大いに活躍している。また翌年には合肥の戦いで張遼と一騎打ちを演じ、引き分けた。つぎに太史慈が部下の戈定を潜り込ませ、魏軍の混乱を引き起こそうとするも、逆に張遼の計にかかり誘いこまれて矢傷を受ける。陸遜・董襲に救われて辛くも撤退するも、その矢傷がもとで死去しているがこの時、主・孫権から慰問に派遣された張昭を前に呉書に記載されているのと同様の言葉を叫んで亡くなっている。

## 太史慈を題材とした作品
- 三国志外伝「太史慈」（小説、宮城谷昌光、文藝春秋）